# Тахометр

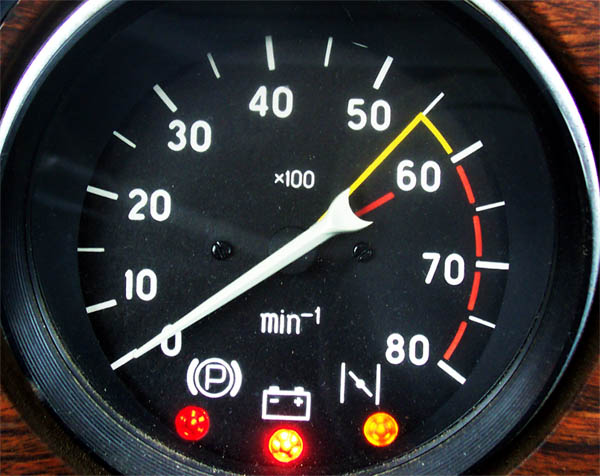
Показывающий стрелочный прибор импульсного тахометра автомобиля ВАЗ-2106, выпущенного с начала 1990-х годов (у автомобилей ВАЗ-2103 и более ранних ВАЗ-2106 тахометр совсем с другими надписями). Цифровой сигнал для этого тахометра берётся с низковольтого контакта катушки зажигания, идущего от прерывателя.

Тахо́метр (от греч. τάχος — «скорость» + μέτρον — «мера») — измерительный прибор, предназначенный для измерения частоты вращения (количество оборотов в единицу времени) различных вращающихся деталей, таких как роторы, валы, диски и др., в различных агрегатах, машинах и механизмах.
Обычно тахометры помимо собственно датчика скорости вращения включают в себя и показывающий прибор — индикатор, таким образом они состоят из двух частей, связанных электрической или иной связью.
Наиболее часто под термином тахометр подразумевается прибор для измерения частоты вращения коленчатого вала двигателя внутреннего сгорания. Индикатор (указатель, вторичный прибор) обычно расположен на панели приборов автотранспортного средства, рядом со спидометром. Автомобильный тахометр был изобретён в 1903 году американским инженером Кёртисом Видером (англ. Curtis Hussey Veeder).
Обычно тахометры градуируются в тысячах оборотов в минуту — об/мин; мин−1; rpm (англ. revolutions per minute).

## Принцип действия

Схема тахометра, принцип действия которого основан на увлечении неферромагнитного металлического диска токами Фуко.
1 — шкала;
2 — неферромагнитный металлический диск;
3 — вращающийся постоянный магнит;
4 — указательная стрелка;
5 — пружина.

Тахометры строятся по нескольким различным принципам:
- основанные на преобразовании «частота вращения — угол отклонения стрелки» (механические и электромеханические тахометры, их работа основана на увлечении неферромагнитного металлического диска, связанного со стрелкой и удерживаемого упругим моментом подвески — пружиной, вращающимся постоянным магнитом за счёт взаимодействия токов Фуко в диске с вращающимся магнитным полем);
- использующие в качестве датчика тахогенераторы различных принципов действия;
- основанные на подсчёте количества оборотов в течение заданного временного интервала, часто в таких тахометрах на каждом обороте вала формируется несколько импульсов;
- основанные на измерении длительности одного оборота, либо временного интервала между смежными импульсами, формируемыми в течение одного оборота и вычисления обратной функции F = 1/T, F — частота вращения; T — длительность одного оборота.

## Применение тахометров

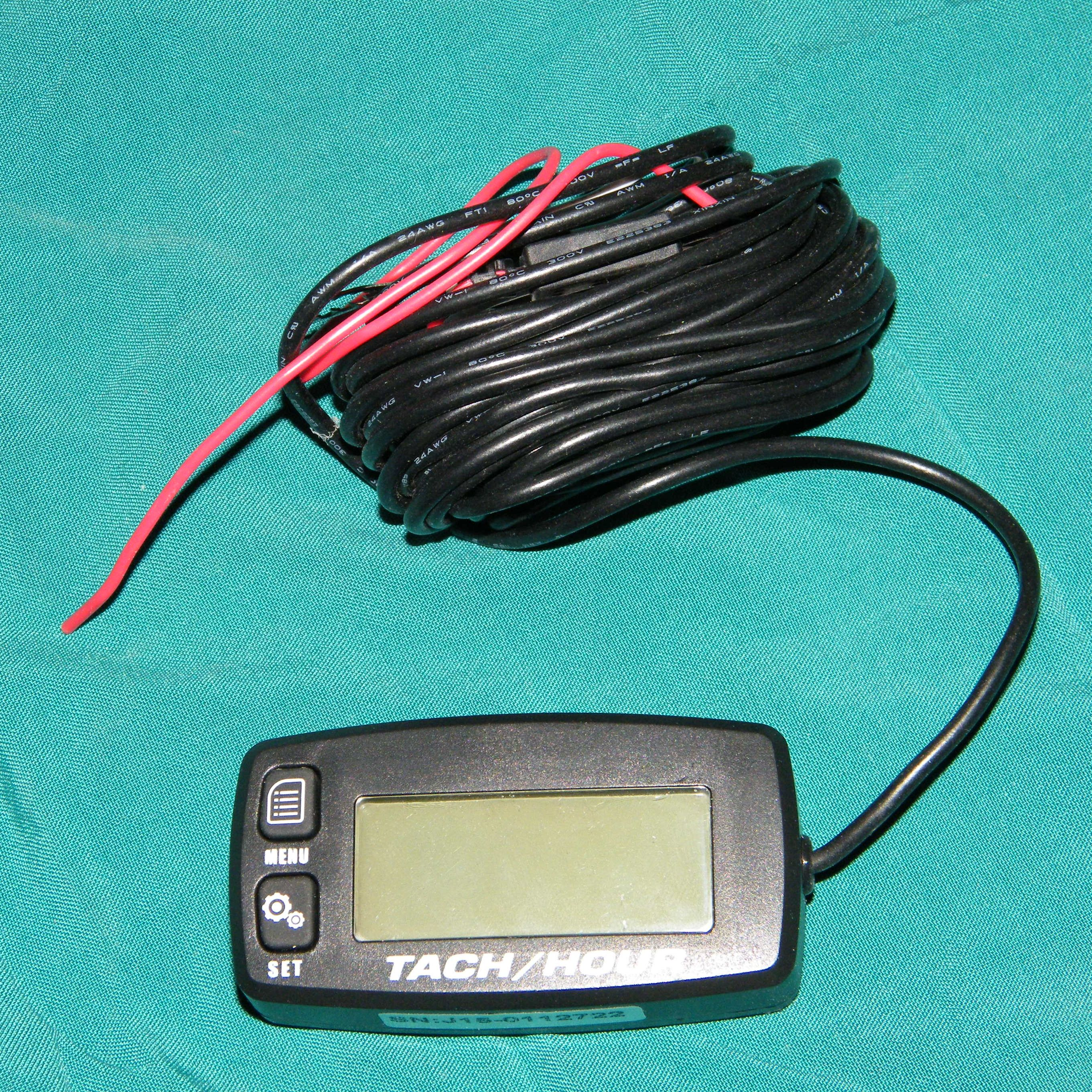
Тахометр электронный бесконтактный для лодочного мотора. Красный провод тахометра наматывается вокруг изоляции высоковольтного провода, идущего к свече зажигания. Прибор может работать как счётчик моточасов. Также пригоден и для других бензиновых двигателей.

Тахометры широко применяются для измерения частоты вращения вала двигателей практически всех типов транспортных средств (автомобилей, тракторов, тепловозов, судов, самолётов, вертолётов). Также применяются для контроля частоты вращения рабочих органов технологических машин, станков, агрегатов (например, валков прокатных станов, турбин).
Кроме того, тахометр может быть использован в других целях, например, при подсчёте расхода сырья на конвейере, материалов, расхода жидких и газообразных сред в трубопроводах ротационными расходомерами, времени наработки оборудования, машин и механизмов при испытаниях и обкатке. Результат измерения может быть масштабирован в реальные единицы измерения (часы, минуты, метры, скорость, штуки, количество упаковок, кг/с и т. д.). Например, спидометр автомобиля построен по принципу тахометра — измеряет скорость вращения неведущего колеса, вторичный прибор спидометра проградуирован в единицах скорости перемещения, например, км/ч. На автомобилях с контактной системой зажигания тахометр берет цифровой сигнал с прерывателя-распределителя. На дизельных автомобилях аналоговый сигнал берется с обмотки генератора.